# 艾丽斯·李
艾丽斯·李（英語：Alice Lee，2009年10月—），美国女子国际象棋棋手，国际象棋国际大师（IM）。

## 生平
艾丽斯·李出生于明尼苏达州明尼阿波利斯，6岁时开始学棋。2019年，夺得世界青少年锦标赛女子10岁组冠军。此后又于2020年、2021年连续在世界青少年女子12岁组比赛中折桂。2021年获北美青少年锦标赛女子18岁组冠军，并由此晋升女子国际大师（WIM）。2022年、2023年，她连续两届在美国杯上获得亚军。2023年，晋升国际大师（IM）、女子特级大师（WGM）。她也由此打破了由叶诗雯保持的美国史上最年轻女子国际大师的纪录。在世界女子国际象棋史上，这一纪录也仅次于另两位13岁时晋升国际大师的棋手小波尔加与卡捷琳娜·拉格诺。